# Aïn Taghrout
Aïn Taghrout (em árabe: عين تاغروت) é uma cidade e comuna localizada na província de Bordj Bou Arreridj, Argélia. Segundo o censo de 2008, a população total da cidade era de 12 906 habitantes.